# Mobilisatie-Oorlogskruis
Het Mobilisatie-Oorlogskruis is een Nederlandse onderscheiding, ingesteld door koningin Juliana in een Koninklijk Besluit van 11 augustus 1948 en bestemd voor Nederlandse militairen en andere Nederlandse onderdanen die tussen 6 april 1939 en 3 september 1945 militaire werkzaamheden hebben verricht in het belang van het Koninkrijk. In een Koninklijk Besluit van 19 oktober 1951 werd bepaald dat na 15 november 1951 geen aanvragen meer konden worden ingediend. In een Koninklijk Besluit van koningin Beatrix van 1 oktober 1992 werd het kruis opnieuw ingesteld.

## Aanvragen machtiging 1948
Een machtiging tot het dragen van het Mobilisatie-Oorlogskruis kon worden aangevraagd door
A. 
militairen en oud-militairen van de Koninklijke Marine, Koninklijke Landmacht, het Koninklijk Nederlandsch-Indisch Leger en de Troepen in Suriname en Curaçao, die in werkelijke dienst zijn geweest.
B.
Nederlanders of Nederlandse onderdanen die dienst deden op een zeeschip onder Nederlandse vlag dat niet in vijandelijke handen was gevallen of die deel uitmaakten van vliegtuigbemanningen van de burgerluchtvaart onder Nederlands dan wel geallieerd beheer.
C.
Nederlanders of Nederlandse onderdanen niet vallend onder A of B, die tijdens de oorlog militaire werkzaamheden in het belang van het Koninkrijk hebben verricht.
Voor de categorieën A en B gold dat binnen omschreven tijdvakken men ten minste 6 maanden actief moest zijn geweest.    
Het kruis kon worden aangevraagd bij de "Commissie betreffende het Mobilisatie-Oorlogskruis" in Den Haag die in februari 1949 door minister van oorlog en marine Wim Schokking werd geïnstalleerd. Voorzitter was generaal-majoor b.d. K.E. Oudendijk. 

## Aanschaffen van het Mobilisatie-Oorlogskruis 1948
Als de machtiging was verleend mocht de betrokkene het kruis aanschaffen waarbij de aanschaffingskosten blijven voor rekening van de belanghebbenden. Daaraan werd in de publicaties nauwelijks aandacht besteed en voor velen was het een onaangename verrassing dat na het verkrijgen van de machtiging eerst f 2,75 moest worden overgemaakt voordat het kruis werd toegestuurd.  Individuele aanvragers kregen de machtiging onder rembours toegestuurd en moesten bij ontvangst f 2, -- betalen. In een aantal gevallen werden de machtigingen aangevraagd door verenigingen of gemeenten die dan door de burgemeester of de minister werden uitgereikt. Maar daarna moesten men toch eerst geld overmaken voordat het kruis werd opgestuurd. Sommigen weigerden principieel die kosten te betalen.

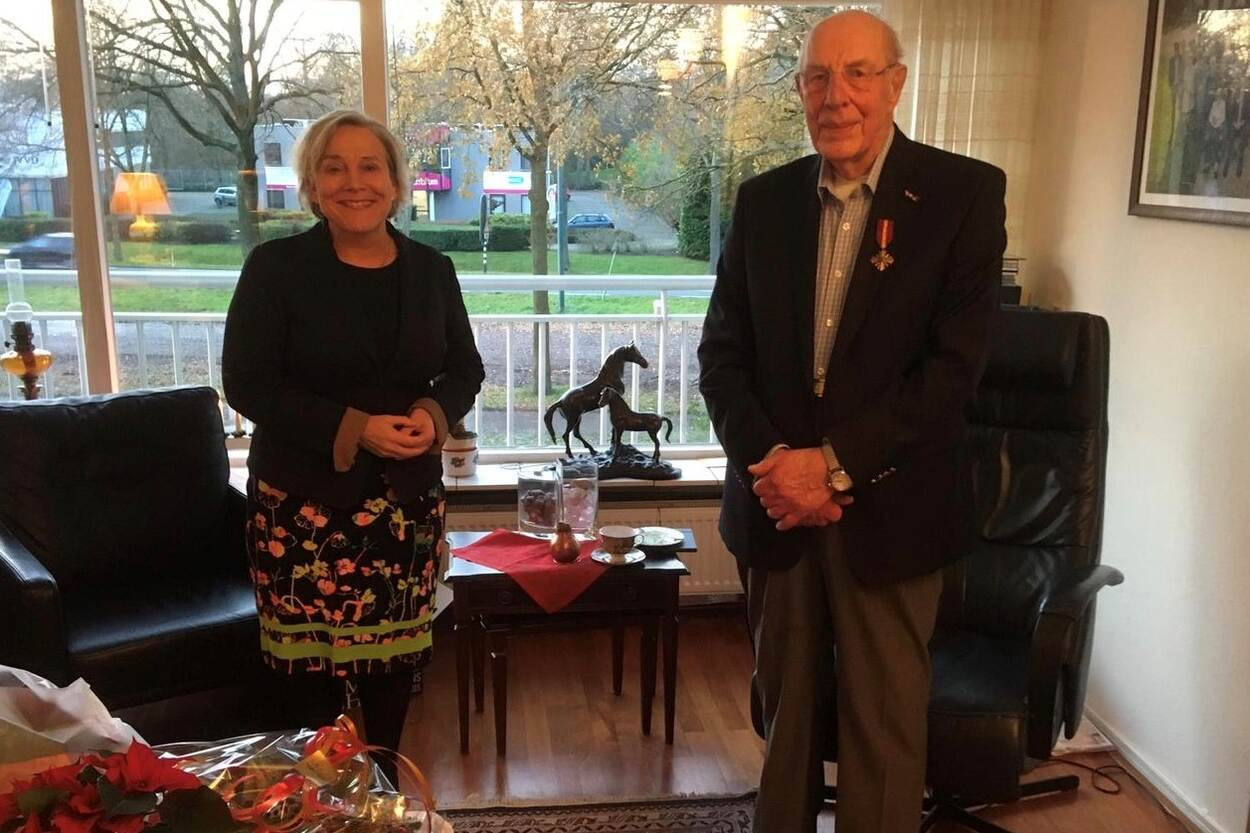
Marten Mobach (101 jaar) uit De Bilt kreeg in 2020 het Mobilisatie-Oorlogskruis uitgereikt door minister van defensie Ank Bijleveld

## Aanvragen Mobilisatie-Oorlogskruis 1992
Het Koninklijk Besluit van 1992 noemt praktisch dezelfde belangengroepen en voorwaarden als in 1948. Maar in plaats van het aanvragen van een machtiging tot het dragen gevolgd door aanschaffen op eigen kosten was er nu sprake van het kosteloos toekennen van het Mobilisatie-Oorlogskruis door de Minister van Defensie.
In aanvulling op de groepen die in 1948 werden genoemd komen sinds 1992 ook veteranen van de Binnenlandse Strijdkrachten (BS) in aanmerking voor het Mobilisatie-Oorlogskruis. De leden van BS die tot 5 september 1944 geen deel hadden uitgemaakt van de Ordedienst (OD), de Landelijke Organisatie voor Hulp aan Onderduikers/Landelijke Knokploegen (LO/LKP) of de Raad van Verzet (RVV), kwamen tot 1992, ondanks het belangrijke werk dat in bevrijd gebied onder vaak zeer moeilijke omstandigheden was verricht, slechts in aanmerking voor het herinneringsinsigne Binnenlandse Strijdkrachten 1944-1945.
Personen, meestal beroepsmilitairen, die het Oorlogsherinneringskruis mogen dragen, komen niet in aanmerking voor deze onderscheiding. De genoemde diensttijd (6 maanden) is, volgens het besluit van 1992 niet vereist voor hen die in een der voormelde tijdvakken door een dienstongeval om het leven zijn gekomen, dan wel voor de dienst ongeschikt zijn verklaard. De Minister van Defensie kan het Mobilisatie-Oorlogskruis ook postuum toekennen.
Dat veel gemobiliseerde militairen in aanmerking kwamen voor dit kruis is nooit tot de Nederlanders doorgedrongen. Tot op heden worden daarom nog steeds Mobilisatie-oorlogskruisen aan inmiddels hoogbejaarde veteranen toegekend en door kinderen of kleinkinderen postuum aangevraagd.

## Ontwerp
Het door Frans Smits ontworpen Mobilisatie-Oorlogskruis 1939-1945 is een vierarmig, bronzen kruis met een middellijn van iets meer dan vier centimeter. De armen lijken op zwaardpunten. Tussen de armen van het kruis zijn twee gekruiste steekwapens, het besluit spreekt van "stormdolken", op een kleine stralenbundel geplaatst. In het midden van het kruis is de in de mobilisatiedagen gedragen helm van de Nederlandse infanterie geplaatst met daarop een lauwertak. De achterzijde is vlak, met in een cirkelvormig uitgediept vlak de in reliëf uitgevoerde tekst "DEN VADERLANT GHETROUWE", een citaat uit het Wilhelmus.
Het lint is paars met een smalle oranje middenstreep. Er zijn geen gespen om op het lint te dragen en de onderscheiding wordt ook als baton op het dagelijks tenue of miniatuur gedragen. Militairen dragen het kruis na het Nieuw-Guinea Herinneringskruis en vóór het Kruis voor Recht en Vrijheid.
Na de Eerste Wereldoorlog was het instellen van een tastbare herinnering aan de vierjarige mobilisatie aan het particulier initiatief overgelaten. Zo ontstond in 1924 het Mobilisatiekruis 1914-1918.